# Gobrias (filho de Mardônio)
Gobrias, filho de Mardônio, foi um dos sete persas que conspiraram para derrubar o mago usurpador Esmérdis, nos eventos que levaram à coroação de Dario I como rei dos reis da Pérsia.
Como houve vários personagens históricos com este nome, uma versão helenizada do persa Gaub(a)ruva, não é possível ter certeza sobre quais eventos ocorrem com qual dos vários personagens.
Este Gobrias, filho de Mardônio, teve uma filha que se casou com Dario, e desta união nasceram três filhos, dentre os quais o primogênito de Dario, Artobarzanes, e Ariâmenes. Depois que Dario se tornou rei,[carece de fontes?] Gobrias se casou com uma irmã de Dario, Artazostre (em persa, Radušdukda), e desta união nasceu Mardônio, um dos generais de Xerxes durante a invasão da Grécia.